# HD64561
HD64561 — хімічно пекулярна зоря спектрального класу A3, що має видиму зоряну величину в смузі V приблизно  8,3.
Вона  розташована на відстані близько 388,3 світлових років від Сонця.